# Houari Boumédiène
« Boumédiène » redirige ici. Pour les autres significations, voir Boumédiène (homonymie).

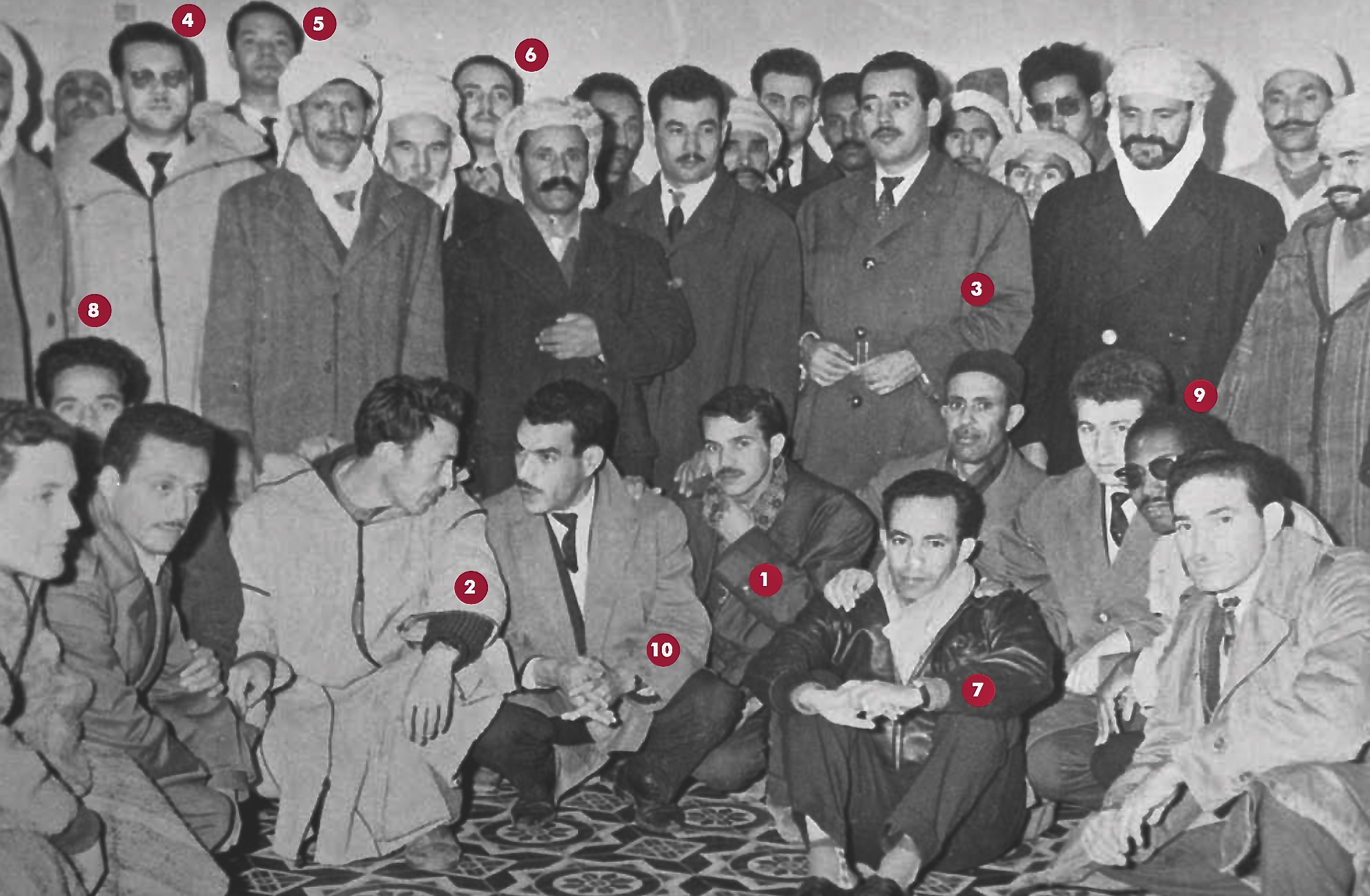
Le colonel Boumédiène au sein du clan d'Oujda pendant la guerre d’Algérie.
Par numéro sur l'image : 1- Commandant Bouteflika (alias Abdelkader El Mali). 2- Colonel Boukharouba (alias Boumédiène). 3- Colonel Ali Kafi. 4- Colonel Boussouf (alias Si Mabrouk). 5- Colonel Mostafa Benaouda. 6- Colonel Boudghène (alias Lotfi). 7- Commandant Rouai (alias Toufik). 8- Commandant Rachid (alias Mostghalemi). 9- L'ambassadeur Laâla. 10- Mohamed Boudaoud (alias Mensour). En arrière-plan : des cadres et des militants.

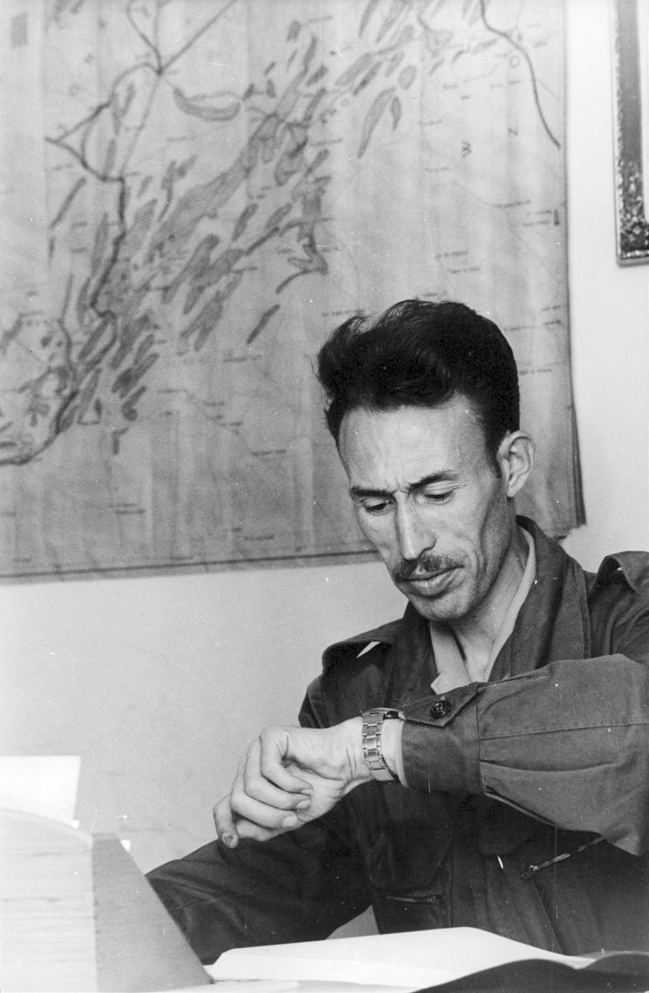
Houari Boumédiène, le 24 juillet 1962

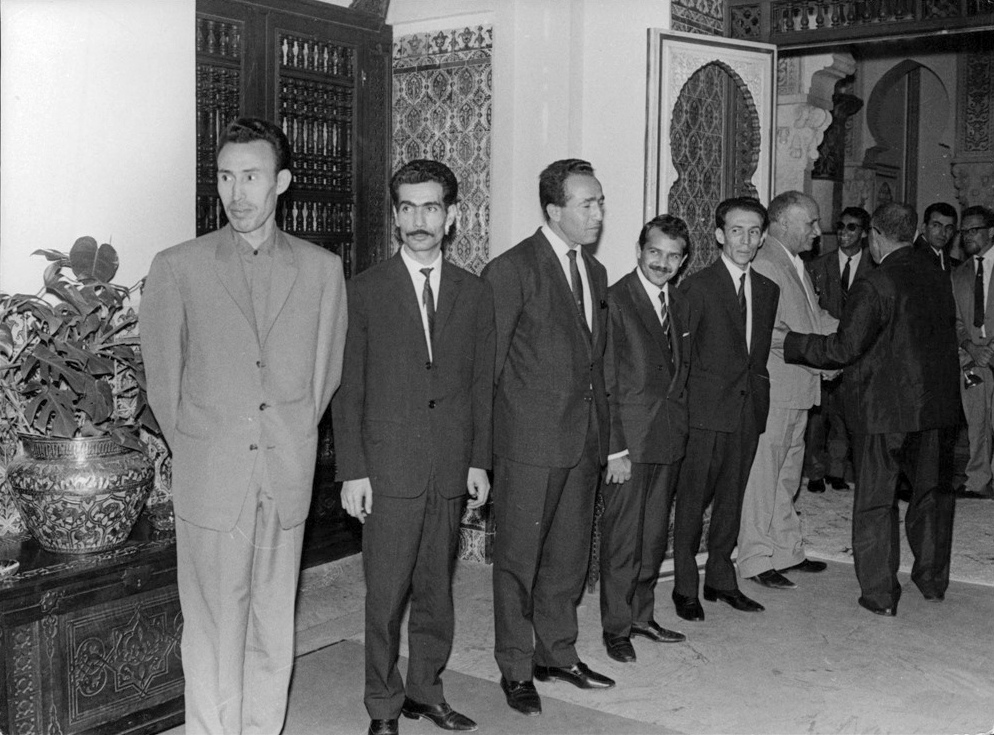
Le premier gouvernement Boumédiène après le coup d'État, 1965.

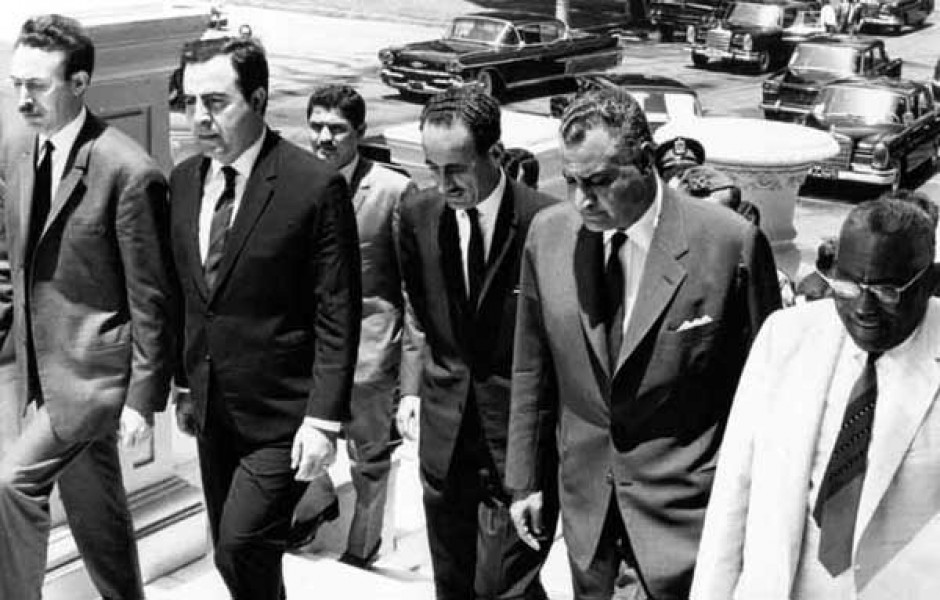
De gauche à droite, Boumediène aux côtés des présidents Alatassi (Syrie), Arif (Irak), Nasser (Égypte) et Alazhari (Soudan) ; Le Caire, 1968.

Mohamed Boukherouba (en arabe : محمد بوخروبة), dit Houari Boumédiène (en arabe : هواري بومدين), né officiellement le 23 août 1932 à Clauzel (Algérie Française), située près de Guelma et mort le 27 décembre 1978 à Alger, est un colonel et un homme d'État algérien. Il est le 2e chef de l'État de 1965 à 1976 puis président de la République de 1976 à 1978.
À la suite d'un coup d’État qualifié par ses partisans de « réajustement révolutionnaire », Houari Boumédiène devient en date du 20 juin 1965 président du Conseil de la Révolution, jusqu'au 10 décembre 1976, date à laquelle il est élu président de la République, jusqu'à sa mort le 27 décembre 1978 tout en gardant son portefeuille de ministre de la Défense. Il a été président du Front de libération nationale dès le coup d'État et durant son mandat à la présidence de la République.
Après l'indépendance, l'Algérie connaît un développement économique, notamment grâce à la rente pétrolière, et social important principalement sous son gouvernement. Entre 1962 et 1982, la population algérienne passe de 10 à 20 millions de personnes et, massivement rurale avant l'indépendance, est urbanisée à 45 %. Le revenu annuel par habitant, dû aux inégalités des classes sociales, qui n’excédait pas 2 000 francs en 1962, dépasse 11 000 francs vingt ans plus tard, tandis que le taux de scolarisation oscille de 75 à 95 % selon les régions, loin des 10 % de l'Algérie française. Toutefois, il maintient un régime à parti unique et la priorité donnée au développement industriel lui fait négliger l'agriculture.
Il fut secrétaire général du mouvement des non-alignés de septembre 1973 à août 1976. En son honneur l'aéroport d'Alger porte son nom : aéroport d'Alger - Houari-Boumédiène, ainsi que sa commune de naissance.

## Biographie

### Origine et enfance
Mohamed Boukherouba est né officiellement le 23 août 1932 à Aïn Hassainia, située à environ 15 km à l'ouest de Guelma en Algérie, pendant la colonisation française.  Ses aïeux étaient de farouches cavaliers ayant participé à la révolte de Mokrani en 1871.  originaire de petite Kabylie, les Boukherouba, du mot berbère takheroubt, en arabe kharrub, qui signifie « caroubier » en français. 
Le jeune Mohamed Boukherouba assiste aux événements sanglants du 8 mai 1945 à Sétif, Guelma et Kherrata, dont il dira plus tard : « Ce jour-là, j'ai vieilli prématurément. L'adolescent que j'étais est devenu un homme. Ce jour-là, le monde a basculé. Même les ancêtres ont bougé sous terre. Et les enfants ont compris qu'il fallait se battre les armes à la main pour devenir des hommes libres. Personne ne peut oublier ce jour-là ».
Il s'inscrit à Constantine, comme élève de littérature arabophone. Il étudie à la zaouïa Khattenia et à l'institut Ben Badis. Il entre, comme beaucoup de jeunes de sa génération aux « scouts musulmans », première pépinière du nationalisme algérien et milite dans le parti nationaliste le plus radical, le Mouvement pour le triomphe des libertés démocratiques (MTLD).
En 1950, il poursuit ses études à l'université Zitouna de Tunis, et il s'en va, un an plus tard, suivre au Caire, en auditeur libre, l'enseignement de l'université religieuse al-Azhar et les cours du soir de « l'école Khiddouia ». Il ne peut compter alors que sur une maigre bourse et il gagne sa vie comme instituteur.
Toujours militant du MTLD, il aide les représentants de l'Algérie, de la Tunisie et du Maroc au « bureau du Maghreb arabe » qui travaillent à préparer, contre le système colonial français, une insurrection à l'échelle de toute l'Afrique du Nord. Il tourne la ronéo, tire des tracts, développe sa formation politique et bientôt sa formation militaire. Il fait en effet partie du groupe de quinze étudiants que le bureau du Maghreb arabe envoie suivre à partir d'août 1953 des séances d'instruction à l'école de guerre d'Alexandrie et qui reçoit ensuite un entraînement militaire dans un camp proche du Caire. Très désargentés, les sept Algériens du groupe, lorsqu'ils se rendent dans la capitale, habitent une villa appartenant au bureau du Maghreb arabe. Deux délégués algériens à cet organisme, Mohamed Khider et Hocine Aït Ahmed, leur demandent au printemps suivant de quitter les lieux.

### Guerre d'Algérie

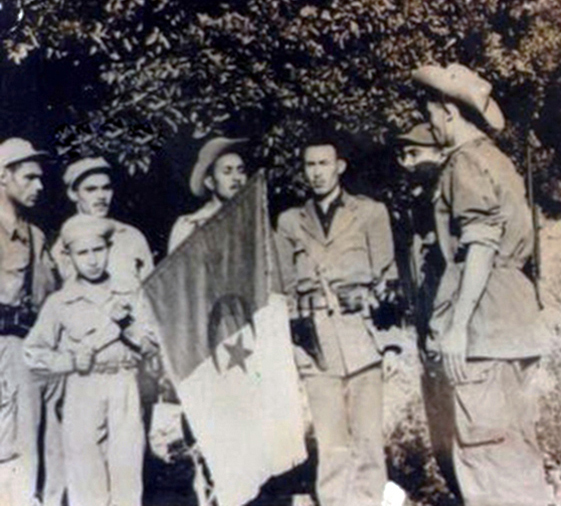
Houari Boumediene dans le maquis à Oued Rhiou, en 1957

Après le déclenchement de la Guerre d'Algérie, le Néo-Destour obtient l'autonomie interne de la Tunisie et il préfère négocier avec le gouvernement français la future indépendance du pays plutôt que d'arracher cette indépendance par les armes. Le « groupe des 15 » est dissous.
Ben Bella, troisième représentant de l'Algérie au bureau du Maghreb, fait embarquer sur le Dinah, le yacht ancré à Alexandrie de la reine Dina de Jordanie, un stock d'armes destiné aux résistants algériens qui doivent le réceptionner à Nador, au Maroc espagnol. Convoyé par neuf hommes sous le commandement d'un Soudanais, Brahim Niyal, et de Boukharouba, le navire arrive à bon port, non sans contretemps et péripéties. Boukharouba remet un message de Ben Bella au chef FLN Larbi Ben M'hidi qui acheminera vers la wilaya V la plus grosse partie de la cargaison d'armes.
Le trafic d'armes s'organise depuis Nador jusqu'à Nemours, à travers mille et un détours. Boukharouba est l'un des principaux organisateurs de ces transports de matériel de guerre et lorsqu'il rentre au Maroc il se montre parmi les plus assidus des militants qui à la base d'Oujda, suivent les cours (stratégie, histoire, économie et politique) du Centre de formation et de perfectionnement du FLN.[réf. nécessaire]
Il travaille avec Boussouf, lui-même premier lieutenant de Ben M'hidi chef de la wilaya V. En 1956, Ben M'hidi laisse le commandement de la wilaya V à Boussouf pour entrer au CNRA, et quand Boussouf en septembre 1957, quitte le sol algérien, son successeur à la tête de la wilaya V est son ex-adjoint Boukharouba - ou plutôt Houari Boumediene car le nouveau colonel commandant en Oranie a pris comme nom de guerre celui du célèbre mystique soufi, Sidi Boumédiène, saint et savant musulman, dont un sanctuaire à Tlemcen perpétue la mémoire.
Organisateur d'une wilaya qu'il dirige depuis le PC d'Oujda, au Maroc, nommé chef du commandement opérationnel de l'Ouest dès qu'il a gagné Tunis, désigné enfin comme chef de l'État-major général de l'ALN nouvellement créée, Boumediene n'a pas cessé de prendre, au sein du FLN, des responsabilités de plus en plus lourdes.[réf. nécessaire]
Comme il est volontiers discret et taciturne, qu'il prend vis-à-vis des journalistes et des diplomates une « distanciation » évidente et qu'il protège sa vie privée, on le présente souvent dans les capitales occidentales comme un dirigeant énigmatique, comme une sorte de sphinx[réf. nécessaire] sur le « mystère » duquel on greffe des légendes abusives.
Parce qu'il aime mieux parler arabe que français, qu'il ne paraît pas volontiers en public et que la présence d'un interlocuteur qu'il connaît ou devine mal le rend laconique et contracté, gêné et gênant, on l'assimile à un « moine-soldat » timide, ascétique et glacé[réf. nécessaire]. Il ne dissimule pas son attachement farouche aux valeurs culturelles ancestrales que l'islam[réf. nécessaire] véhicule au Maghreb et parce qu'il affirme la nécessité de construire, après l'indépendance, en Algérie comme en Égypte, un État fort puissamment structuré. On[Qui ?] prétend enfin que Boumédiène est « nassérien ». En fait il n'apprécie guère le verbalisme emphatique de l'Orient et il se méfie de toutes les idéologies d'importation, de tous les modèles étrangers, bien qu'arabes, susceptibles, à ses yeux, de dénaturer ou de corrompre l'originalité, la spécificité algérienne[réf. nécessaire].

### Coup d'État et prise de pouvoir
Tahar Zbiri dans ses Mémoires, indique que durant une rencontre avec Boumédiène en juin 1962 dans la base de l'Est, ce dernier lui confie : « Il faut viser le pouvoir ». Ce qui indique sa détermination à prendre le pouvoir, même en usant de la force importante de l'armée des frontières qui était sous son contrôle depuis 1958,.
Le colonel Houari Boumédiène est fortement opposé aux accords d'Évian qu'il qualifie de traîtrise et de déshonneur pour la patrie et le sang versé. « Les Algériens refusent la position du GPRA et n'acceptent ni concession ni orgueil. La victoire on ne nous la donne pas, on l'arrache ! ». Les troubles qui font suite à la fin de la guerre d'Algérie sont marqués par des luttes de clans au sein du Front de libération nationale (FLN). Deux factions revendiquent le pouvoir : d'un côté le pouvoir civil et l'organe qui l'incarne, le GPRA (Gouvernement provisoire de la République algérienne) appuyé par les wilayas III et IV, de l’autre côté le pouvoir militaire à travers le « clan d'Oujda » et son « armée des frontières », dirigée par le colonel Boumédiène. Ce règlement de comptes, le colonel Boumédiène et ses compagnons vont l'arbitrer en faveur de Ben Bella, qui leur paraît le plus attaché aux options socialistes qu'ils ont choisies.
L'armée des frontières, avec à sa tête Boumédiène, entre dans Alger le 9 septembre 1962, entraînant une intensification des tractations politiques pour renverser les alliances au profit des nouveaux responsables algériens. Battu militairement, l'instance civile, le GPRA, capitule sans condition. C'est le « clan d'Oujda » qui obtient le pouvoir en Algérie. Sa nature est clairement politico-militaire même si, sous l'effet de la pression de la rue, un semblant de consensus politique a été réalisé par l'intégration de quelques opposants, comme Ferhat Abbas. Sur le fond, la victoire de Ben Bella et de l'armée des frontières entérine la mainmise du pouvoir militaire, et notamment de l'état-major de l'armée des frontières, sur le pouvoir civil.

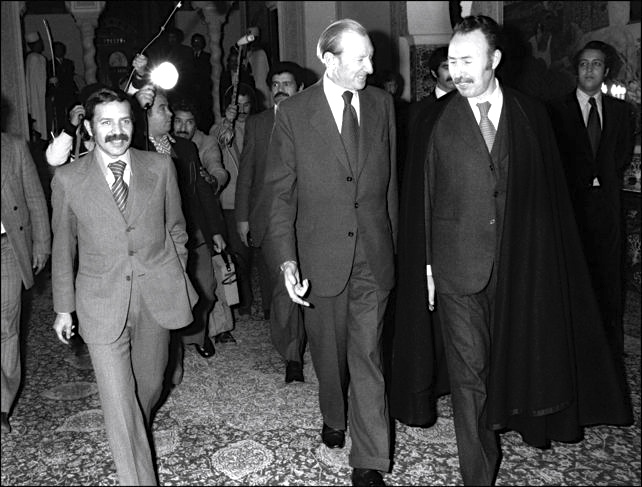
Le président Boumediène et le secrétaire général de l'ONU, Kurt Waldheim, 1975.

Houari Boumédiène devient vice-président de la République et ministre de la Défense. Il est également chef d'État-major général de « l'armée des frontières » forte de 35 000 hommes, bien équipée et disciplinée. Il dirige la Sécurité militaire, véritable police secrète à la disposition du chef des armées. Mais, entre 1962 et 1965, les dissensions s'accentuent entre le président en place Ahmed Ben Bella et le « clan d'Oujda » d'Houari Boumédiène.
Proche de l'arabophonie et de la vision unique, refusant les accords conclus entre Ben Bella avec l'opposition conduite par Hocine Aït Ahmed, alors responsable du Front des forces socialistes (FFS), Boumédiène conteste le régime de son allié Ben Bella. Lorsque le 28 mai 1965, ce dernier annonce qu'il retire à Abdelaziz Bouteflika, autre membre du « clan d'Oujda », son portefeuille de ministre des Affaires étrangères, les événements se précipitent. Boumédiène et ses proches décident le 19 juin 1965 de mener un coup d'État au terme duquel il devient le nouveau président de l'Algérie. Il réfute toutefois le terme de « coup d’État » et a toujours affirmé avoir mené un « redressement révolutionnaire ». La nuance importait à ses yeux : alors que le coup d’État conduit à un changement de régime, Boumédiène affirmait appliquer avec rigueur et fidélité les principes de la révolution du 1er novembre. Il expliquait d'autre part que son « redressement révolutionnaire » s'était effectué sans effusion de sang et avait maintenu dans leurs fonctions les membres de l’administration de Ben Bella.

## L'Algérie sous le règne de Boumédiène

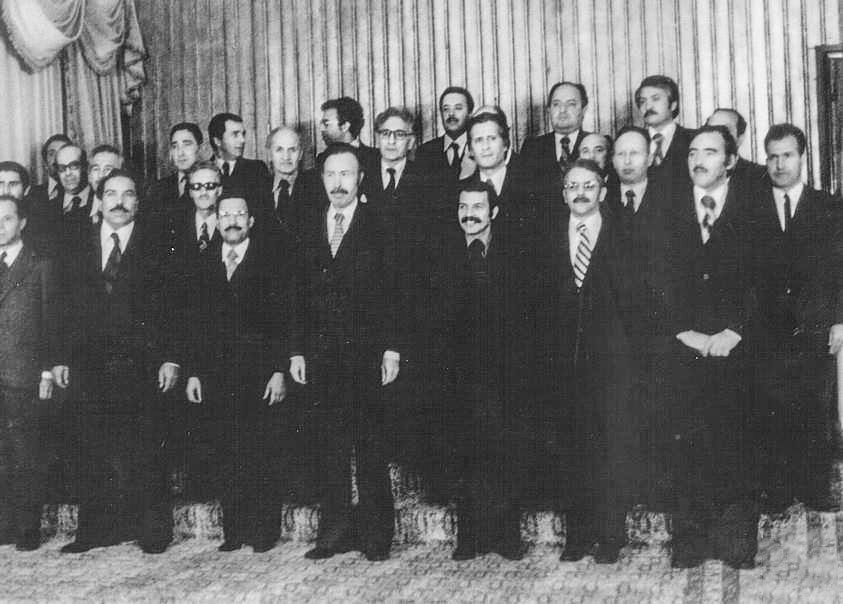
Le président Houari Boumediene avec ses ministres.

Bien avant sa prise de pouvoir, le régime algérien était une république sous un régime d'un parti unique (FLN). À la suite de son coup d'État, Boumédiène suspend la constitution et dirige l'Algérie en autocrate à partir de 1967. Boumédiène cumulait les fonctions de président, premier ministre, ministre de la Défense et président du FLN, le parlement lui étant tout acquis. Il fixe trois objectifs majeurs à son régime : construire l’État, parfaire l’indépendance politique par la récupération des richesses nationales et poser les bases du développement économique. En 1967, le Conseil de la révolution (pouvoir politique officiel composé de 25 membres) instaure les assemblées populaires communales (APC) et les assemblées populaires de wilaya (APW) en 1969. Il s'agit de construire une pyramide institutionnelle partant de la base : les APC et les APW devant promouvoir une démocratie directe.
Dans les faits, avec le coup d'État de 1965, l’armée a réinvesti toutes les sources hégémoniques à la tête de l’État, s’efforçant de gommer toutes les autres légitimités, dont la légitimité révolutionnaire, pour imposer la sienne. Aux organismes dirigeants de l’État, elle substitue un Conseil de la Révolution dépositaire de l’autorité souveraine en attendant l’adoption d’une Constitution. La quasi-totalité de ses membres sont des officiers de l’ANP liés au clan d'Oujda. Le Conseil de la Révolution a autorité et contrôle sur le gouvernement. Le FLN devient le « prolongement politique de l’armée » et la Sécurité militaire un véritable système politique parallèle.
En décembre 1967, une tentative de coup d’État menée par ses opposants est repoussée. [réf. nécessaire]
Le 26 avril 1968, Houari Boumédiène est victime d'un attentat, un officier des CNS tire sur sa voiture devant le Palais du gouvernement. Il est atteint à la joue gauche et évacué vers l'hôpital Maillot. Les tireurs sont ensuite interceptés et condamnés à mort, mais Boumédiène ne signera jamais l'arrêt d'exécution.
En 1976, il se présente pour la première fois à des élections devant le peuple algérien. Il est le seul candidat. Durant la même année, il fait adopter une constitution par un score de 99 % qui conduit à la création d'un Parlement. Il promulgue également la création du poste de président de la République, soumis au suffrage universel. En constitutionnalisant le régime, il espère échapper en partie aux clans et notamment au premier cercle de ses proches qui tiennent le régime. La réforme profitera à son successeur.
Durant son règne, Boumédiene n'autorise aucune opposition politique, c'est ainsi que furent assassinés les Historiques de la révolution Mohamed Khider et Krim Belkacem, emprisonnés ou mis en résidence surveillée les anciens présidents (Ferhat Abbas, Benyoucef Benkhedda, Ahmed Ben Bella), ou militants de la cause nationale (Hocine Lahouel, Mohammed Kheïreddine, Lakhdar Bouregaa).

### Le modèle socialiste et la nationalisation des richesses locales
Conscient de sa force, mais aussi de son impopularité, Houari Boumédiène entreprend sa propre autojustification en critiquant son prédécesseur et en mettant en avant ses réalisations sociales et économiques censées sortir l'Algérie du sous-développement. La rente pétrolière aidant, on voit se former « une bourgeoisie plus parasitaire que réellement productive ». Sous couvert de socialisme, des fortunes colossales s'amassent. L'enrichissement devient le sport favori de certains cadres de la nation et d'une certaine « hiérarchie militaire ». Quand bien même, dans un fameux discours de 1973, il invite « les milliardaires à quitter les organismes de l'État s'ils veulent continuer à faire des milliards, et à laisser la Révolution aux révolutionnaires », il est prisonnier des membres les plus influents du Conseil de la Révolution et de ceux qui ont en charge les régions et la Sécurité militaires et préfère être attentiste.
Sous sa direction, plusieurs actions sont entreprises en vue d'estomper, sur le plan intérieur, les tensions nées de la guerre d'indépendance. En 1968, il réussit à faire évacuer la base militaire occupée par la France à Mers el-Kébir (Oran). Sur le plan économique, il opte pour le modèle socialiste, et fait construire sur la base de ce choix beaucoup d'usines et d'écoles. Il contribue surtout, le 24 février 1971, au nom du principe de la récupération des richesses nationales, à la nationalisation des hydrocarbures, au grand dam de la France. Il prononce à cette occasion sa célèbre phrase : « Kararna ta´emime el mahrouqate » : « Nous avons décidé la nationalisation des hydrocarbures ». Cette nationalisation réussie confère à Boumédiène une importante dimension internationale. En effet, Boumediène a réussi là où l'Iranien Mossadegh avait échoué. Concernant les questions sociales, il met notamment en place la gratuité de la médecine.
C'est au cours de cette crise diplomatique avec la France, qui menace de ne plus acheter de vin algérien, alors que celui-ci est encore la deuxième source de revenus en devises pour le Trésor public que par colère, Boumédiène décide l'arrachage de milliers d’hectares de vignobles. Une décision qui aura des répercussions tant sur le plan économique que pour l'écologie, « les vignes freinant considérablement l’érosion des collines ». Pour l'hebdomadaire Jeune Afrique, Boumédiène incarne ainsi un « socialisme spécifique », « sorte d’idéologie marxiste-léniniste teintée d’arabisme forcené et de charia approximative ».
Les possibilités agricoles étant significativement limitées par le désert, Boumédiène se tourne vers le développement industriel. Un plan triennal est imaginé pour la période 1967-1969, auquel succèdent deux plans quadriennaux (1970-1973 et 1974-1977). Ils s'accompagnent de grands travaux, comme la Transsaharienne (ou « route de l'unité ») qui relie la Méditerranée à l'Afrique noire ou le « barrage vert », forêt à planter en vingt ans pour empêcher l'avancée du désert. Le réseau routier est sensiblement étendu à l'intérieur du territoire algérien (le réseau développé sous la colonisation restait circonscrit aux villes portuaires) et un effort majeur est porté à la scolarisation des enfants et à la formation professionnelle.
En dépit de ces grands travaux et du soutien apporté au gouvernement par les organisations de masse, la situation au début des années 1970 ne trompe personne sur les difficultés tant politiques qu'économiques du régime.

### Une politique étrangère sous le signe du tiers-mondisme
L’année 1973 lui donne une nouvelle fois l’occasion d’affirmer son influence sur le plan international en organisant avec succès le sommet des non-alignés auquel les plus grands dirigeants du Tiers-Monde de l’époque assistent. Dès lors, l’Algérie de Boumédiène offre un soutien très actif aux différents mouvements de libération d’Afrique, d’Asie et d’Amérique latine, et c’est en véritable leader du Tiers Monde qu’il se déplace en 1974 à New York, pour prendre part à une réunion spéciale de l’Assemblée générale de l’ONU sur les matières premières qu’il a lui-même convoquée au nom des non-alignés. Il prononce à cette occasion un discours exposant une doctrine économique, favorable entre autres à l’établissement d’un nouvel ordre économique international plus juste, qui prendrait en compte les intérêts du Tiers Monde. Il a pour cible l'exploitation des matières premières au profit des industries françaises. Au sein de celles-ci, le besoin d'une main d'œuvre à bas prix s'est fait sentir tout au long de leur développement. « Cette situation, nous ne pouvons pas la changer, ni dans quatre ans, ni dans cinq, ni peut-être dans dix ! Ce qui nous importe c'est de considérer l'émigration algérienne dans les pays européens, non pas comme un problème banal mais une question nationale. Personnellement, j’estime que, progressivement, de nombreux concitoyens qui ont émigré retourneront dès qu’ils pourront jouir des conditions de travail dans le pays. ».
En 1975, il accueille le premier sommet de l'OPEP par le biais duquel les membres du cartel ont pu définir une politique pétrolière concertée. Dans le sillage de cette même réunion, il parvint à sceller la paix entre l'Iran du Chah et l'Irak de Saddam Hussein. 

### La Réforme sportive
Le 19 juin 1977, en présence de Houari Boumédiène au stade du 5-Juillet d’Alger, lors de la finale de la coupe d’Algérie, l’hymne national est sifflé par les supporters kabyles, qui lui rappellent ainsi leur refus de l'arabisation décidée par lui sous influence égyptienne. Dès les jours suivants, sans doute marqué par cet incident, il sollicite plusieurs experts pour analyser la situation et proposer des solutions pour dépassionner l’atmosphère sportive. Il sera effectué un large remaniement ministériel dès la rentrée de septembre.
Un communiqué du Conseil des ministres indiquait les mesures suivantes : les associations auront une nature statutaire. Elles seront scindées en deux parties : l’Association sportive communale (APC) dite de type amateur et l’Association sportive de performance (ASP) qui intéressera les clubs de l’élite. Les associations sportives communales formeront la composante du sport dit de masse. Elles seront prises en charge par les APC ou, pour certaines d’entre elles, par des structures étatiques de différents secteurs (santé, justice, douane, université, entreprises publiques moyennes, etc.).
Les ASP seront ainsi parrainées par les plus grandes sociétés nationales, telles que Sonatrach, la Société nationale de sidérurgie, la Société électronique Sonacat, la CNAN, etc. Les athlètes étaient ainsi intégrés à l’entreprise et y bénéficiaient d’une formation professionnelle adéquate. Avec la force financière importante des grandes sociétés nationales, monopolistiques de leur secteur d’activité, les budgets des clubs devenaient importants et étaient gérés par des cadres de l’entreprise.
Une désaffection du public se fait immédiatement ressentir, ce qui a pour effet de dépassionner la compétition et de permettre aux clubs de mieux être en phase avec des actions de formation puisqu’il était obligé pour les ASP d’ouvrir des écoles de sport (chaque association de performance avait en charge plusieurs disciplines) d'investir plus dans les jeunes catégories. Une saison plus tard, à la faveur des résultats que commençait à générer cette politique, le public reprendra le chemin des enceintes sportives. En 1978, l’Algérie remporte les Jeux africains organisé sur son sol. Des performances qu’elle confirmera un an plus tard aux Jeux méditerranéens de Split.
Le football algérien connaîtra des victoires importantes (Coupes d’Afrique, bonne tenue en Coupe du monde 1982 et 1986). Les autres disciplines n’étaient pas en reste puisque tant le handball (cinq couronnes africaines consécutives) que la boxe ou l’athlétisme connaîtront des progrès significatifs. Entre-temps, Houari Boumediene n’était plus là pour récolter les fruits de sa réforme sportive.
Cette politique sera abandonnée au lendemain des émeutes d’octobre à cause d’une réorientation de la politique économique nationale sous Chadli Bendjedid. Les sociétés déstructurées et en pleine difficulté allaient se séparer progressivement des clubs.

## Mort et postérité

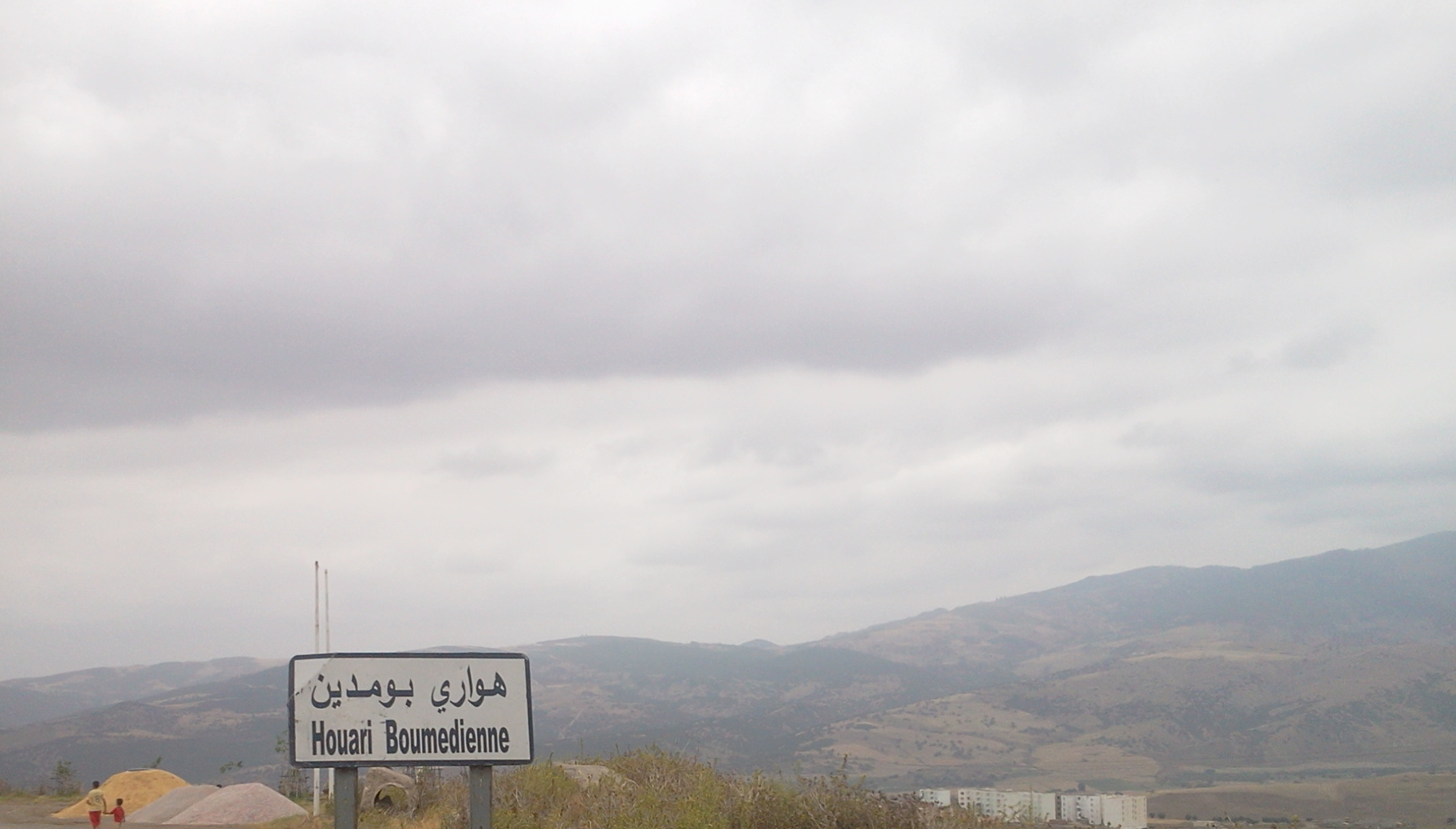
Village Houari Boumédiène dans la wilaya de Guelma.

À partir de l'année 1978, les apparitions publiques du président Houari Boumédiène se font de plus en plus rares. Il s'avère qu'il souffre d'une maladie hématologique, la maladie de Waldenström. Toutefois, on possède très peu d'informations sur les circonstances qui entourèrent sa mort, survenue le 27 décembre de cette année-là.
Selon d'autres sources, les premiers symptômes de la maladie de Houari Boumédiène apparurent lors de son voyage du 20 septembre 1978 à Damas où, alors qu'il était accompagné d'Ahmed Taleb Ibrahimi et d'Abdelaziz Bouteflika, ces derniers avaient remarqué sa fatigue inhabituelle. Le diagnostic avancé dès lors était « une hématurie avec tumeur maligne de la vessie ». Pour cela, il choisit de se faire traiter en URSS du 29 septembre au 14 novembre 1978. Quelques jours après, il est hospitalisé à l'hôpital Mustapha Pacha d'Alger, où il meurt le 27 décembre 1978 à 4 heures du matin avec deux hématomes dans le cerveau. Les funérailles officielles ont lieu le 29 décembre 1978 au cimetière d'El Alia à Alger.
L'aéroport d'Alger - Houari-Boumediène porte son nom, de même que sa commune et sa daïra de naissance ainsi que l'université des sciences et de la technologie Houari-Boumediène d'Alger. L'académie militaire de Cherchell Houari-Boumédiène est nommée en son honneur. 
Un musée le consacre dans son village natal.

### Désinformation
En France, une citation qu'il aurait tenu en avril 1974 lors d'un sommet de l'ONU lui est prêtée et alimentée par la « blogosphère d'extrême-droite » : 

« Un jour, des millions d’hommes quitteront l’hémisphère sud pour aller dans l’hémisphère nord. Et ils n’iront pas là-bas en tant qu’amis. Parce qu’ils iront là-bas pour le conquérir. Et ils le conquerront avec leurs fils. Le ventre de nos femmes nous donnera la victoire. »

Aucune source, retranscription et preuve de cette citation ne viennent confirmer son existence.

## Vie privée
En 1973, à l'âge de 41 ans, il épouse la jeune Anissa Agnès El-Mansali, avocate née en 1950. Cette femme divorcée déplaît à l'entourage d'Houari Boumédiène, qui la juge de mœurs légères et de filiation incertaine (mi- européenne et chrétienne), elle vit à Paris. En 2019, elle fait l'éloge de Gaïd Salah et estime que la solution la plus sage serait que l'armée gère les affaires.

## Distinctions
- Docteur honoris causa de l'université Cheikh-Anta-Diop (1974)[30]

- Sadr de l'ordre du Mérite national d'Algérie.

## Publications
- Houari Boumédiène, Paul Balta (éditeur scientifique) et Claudine Rulleau (éditeur scientifique), La Stratégie de Boumediène : textes; choisis et présentés par Paul Balta et Claudine Rulleau, Sindbad, 1978